# هيبنوسيس (فرقة موسيقية)
هيبنوسيس (Hypnosis) كانت فرقة إيطالية ناجحة خاصة بموسيقى التيكنو والديسكو في بداية الثمانينات من القرن الماضي.
تأسست الفرقة في مدينة بارما من طرف ستيفانو كونداري، وضمت كل من بول سيرز، وأوغو سولينغي. في بداية عام 1982 انضم أيضاً أنغيلو بيرغاميني من فرقة كيرليان كاميرا . طرأت لمؤسس الفرقة كونداري فكرة إعادة تسجيل معزوفة بولستار لمؤلفها اليوناني فانجيليس، وتم تسجيلها مع أنفراندو مايولا من فرقة كوتو ومن إنتاج لابل ميموري ريكوردس. في الفترة التي أعقبتها تخلى كل أعضاء الفرقة الأساسيين عن المشروع، وفضل أنغيلو بيرغاميني أن يبقى كاتباً لكلمات الأغاني وملحناً للموسيقى الجديدة. في نفس الوقت الذي تطورت فيه الفرقة انضم بول سيرز بصفة أساسية إلى فرقة كيرليان كاميرا. في عام 1987 أنتج كونداري ألبوماً آخر هو (Droid) تحت شعار هيبنوسيس، بعدها توفي هذا المنتج لتنتهي قصة هذه الفرقة الأصلية. في عام 1991 تم إصدار قرص سيدي ضم مختارات موسيقية لها.

## روابط خارجية
- هيبنوسيس على موقع ميوزك برينز (الإنجليزية)
- هيبنوسيس على موقع أول ميوزيك (الإنجليزية)
- هيبنوسيس على موقع ديسكوغز (الإنجليزية)